# ペルセポリス
ペルセポリス（古代ギリシア語: Πέρσης πόλις - 音声転写: Pérsēs pólis、英語: Persepolis、古代ペルシア語: 𐎱𐎠𐎼𐎿 - 翻字 پارسه  Pārsa - 音声転写: Pārśapura）は、アケメネス朝ペルシア帝国の都であった。ダレイオス1世（ダーラヤーウ1世）が建設した宮殿群であった。遺跡はイランのファールス州（当時の地名はパールサ地方）にある。
ペルセポリスの名はギリシャ語の記録に由来し、意味は「ペルシア人の都」である。現代ペルシャ語ではタフテ・ジャムシード（takht-e jamshid、تخت جمشید、「ジャムシードの玉座」の意）と呼ばれている。

## 歴史
ダレイオス1世がペルセポリスの建設に着手したのは紀元前520年のことであった。これはダレイオス1世即位時の大反乱（詳細はアケメネス朝を参照）の鎮圧直後のことであり、当初帝国の中心として構想された都市であったといわれている。ペルセポリスはクーヒ・ラハマト（慈悲の丘）の山裾に自然の岩盤を利用して建設された。
クセノフォンの記録によればアケメネス朝の王は春3か月間をスサ、夏2か月間をエクバタナ、冬7か月間をバビロンで過ごしたとあり、ペルセポリスは儀式用の都市であったのではないかという説もある。しかし、少なくとも創建当初にはペルセポリスで実際に行政活動が行われていたことは宮殿跡から発見されたエラム語の文書でわかる。エラム語の行政文書は、少なくとも紀元前509年から紀元前457年までの物が発見されている。
都市の建設も、ダレイオス1世の治世からクセルクセス1世（フシャヤールシャ1世 前486年-前465年）、アルタクセルクセス1世（アルタフシャサ1世 前465年-前424年）の治世前半まで継続して行われており、ペルセポリスで行政活動が行われていた時期と、建設活動が行われていた時期がほぼ重なっていることがわかる。一方でこれらの行政記録から、ダレイオス1世時代から既に王がこの都市に滞在することはほとんど無かったこともしられており、帝国の中心としては圧倒的にスサの方が重要性の高い都市であった。多くの学者の説によれば、ペルセポリスの主要な用途は帝国の新年祭を執り行う場であり、諸民族からの貢納を受け取り、アケメネス朝の王権が神から与えられたことを確認する聖域であったと言われている。また、天文観測所としての機能も持っていたといわれており、暦の制定に重要な役割を持ったと考えられている。
時代を経るごとにペルセポリスが実際の政治から遠ざかっていったことは、王城内部にアルタクセルクセス2世やアルタクセルクセス3世の墓が作られていることからも推察され、更に新年祭などの儀礼行為も次第にスサやバビロンに場所を移すようになってペルセポリスでは行われなくなったと言われている。にもかかわらず、ペルセポリスはアケメネス朝の滅亡の時まで首都と見なされていた。これはアケメネス朝を滅ぼしたアレクサンドロス大王に纏わる諸記録からも明らかであり、またペルセポリス攻略の際に彼は12万タラントンの黄金を手に入れている。これは彼がスサで獲得した黄金の3倍にも上る量であり、これだけの財宝が保存されていたことは、アケメネス朝最末期においてもペルセポリスが重要な都市であったことを証明する。だからこそアレクサンドロス大王もわざわざこの都市を訪れ、そして破壊していったのである。
紀元前331年、アレクサンドロス大王の攻撃によって破壊され、廃墟となった。以後、この都市は今日に至るまで廃墟であるが、その壮大な遺構は残され、イスラーム時代の記録にはマルアブ・スレイマン（ソロモンの遊技場）、ハザール・ストゥーン（千の柱）、チヒル・ミナール（40の尖塔）などと言う名で言及されており、現在のイランではタフテ・ジャムジード（ジャムシードの玉座）の名で知られている。
現在知られている限りペルセポリスの名がはじめて歴史に登場するのは、古代ギリシアの歴史家クレイタルコスの著した『アレクサンドロス伝』であったといわれている。この書が後世多くの学者によって引用されたためにペルセポリスの名もアケメネス朝の王都の名として広く知られるようになった。即ちペルセポリスの名が記録されるのは、既に破壊された後のことである。ペルセポリスという名称は「ペルシアの都」と、「都市を破壊する」を掛けた一種の言葉遊びであったとも言われている。
1971年にイラン建国二千五百年祭典の会場となり、1979年にはユネスコの世界遺産に登録された。

## 遺跡の風景

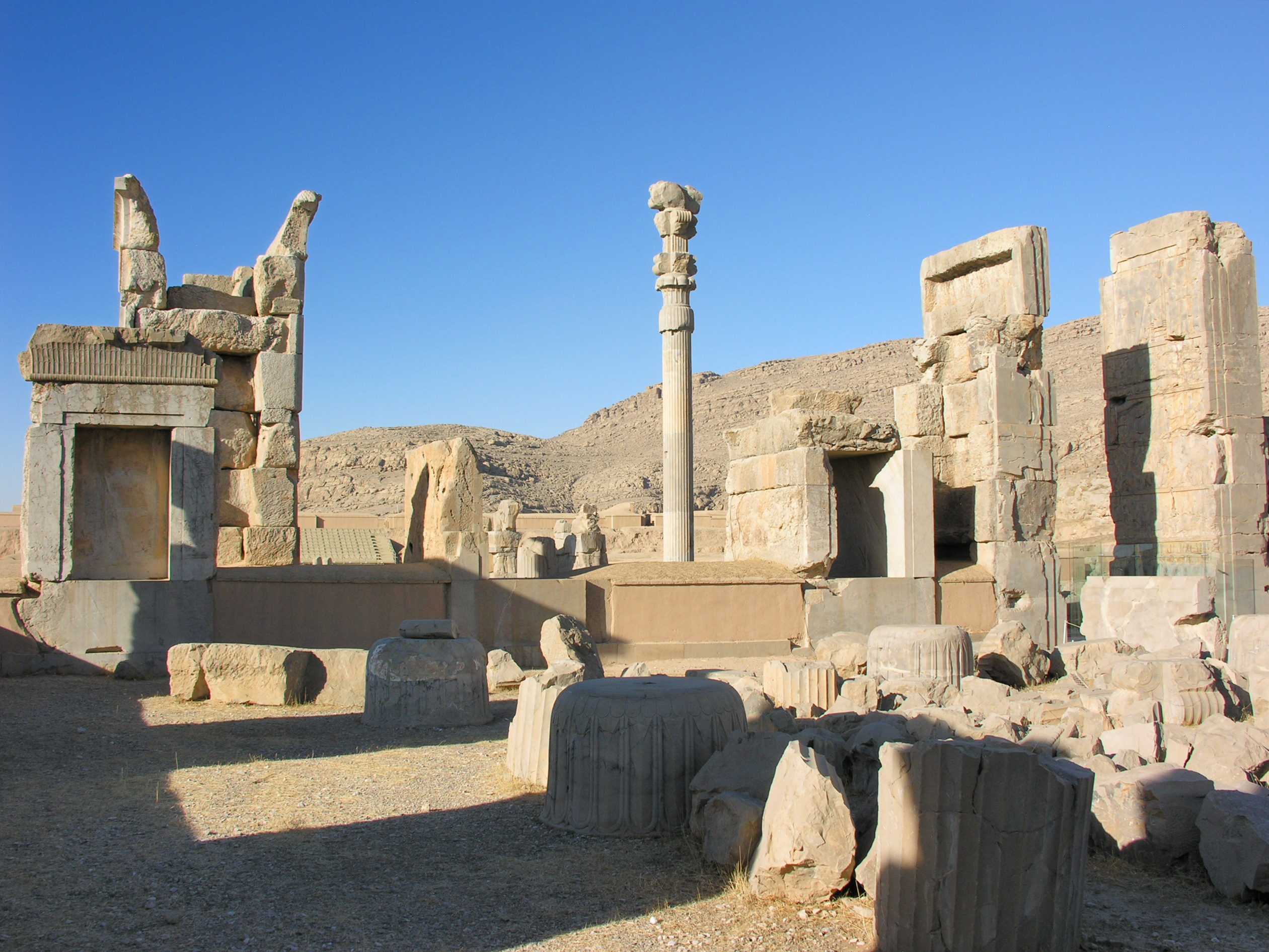
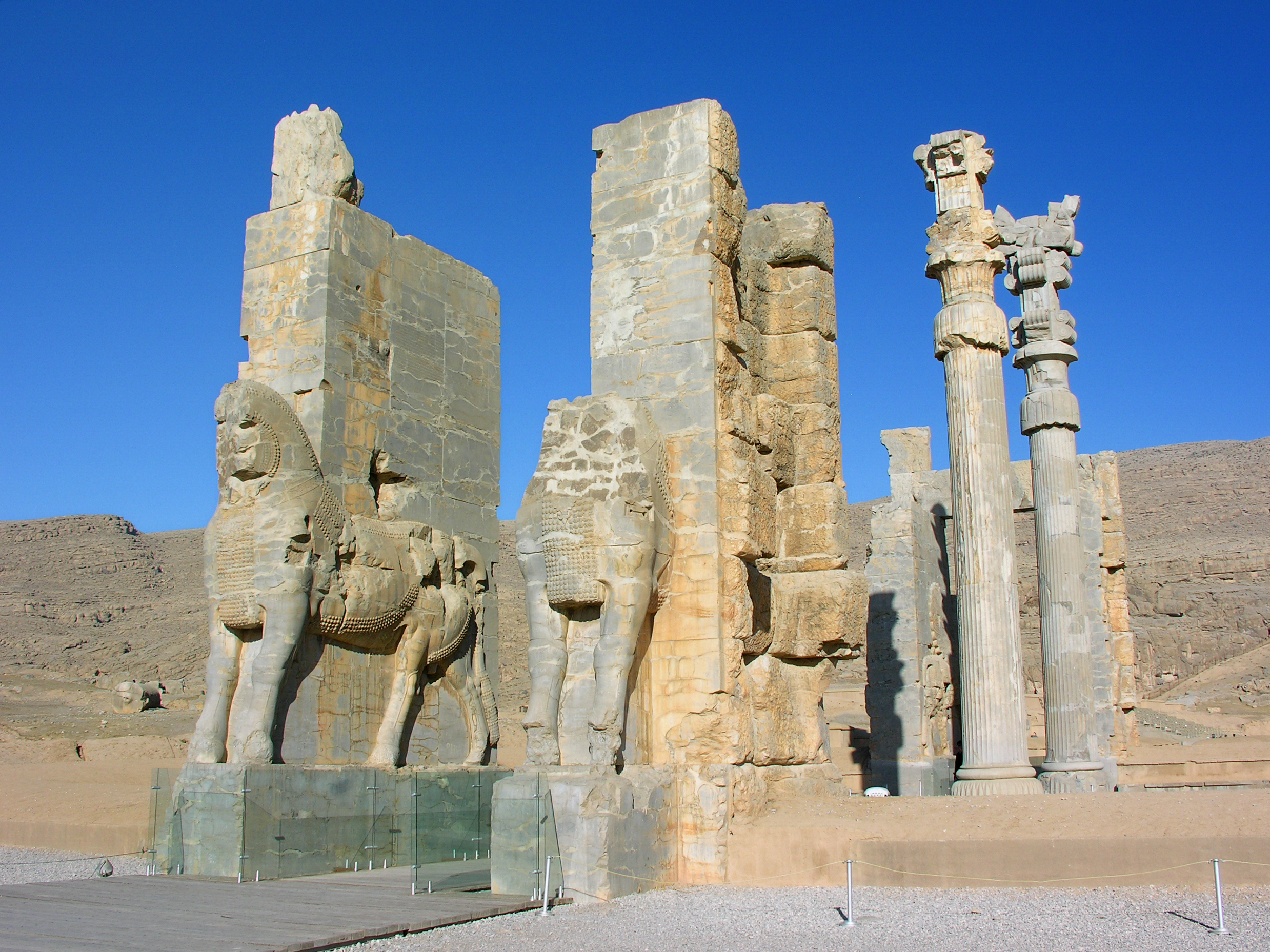
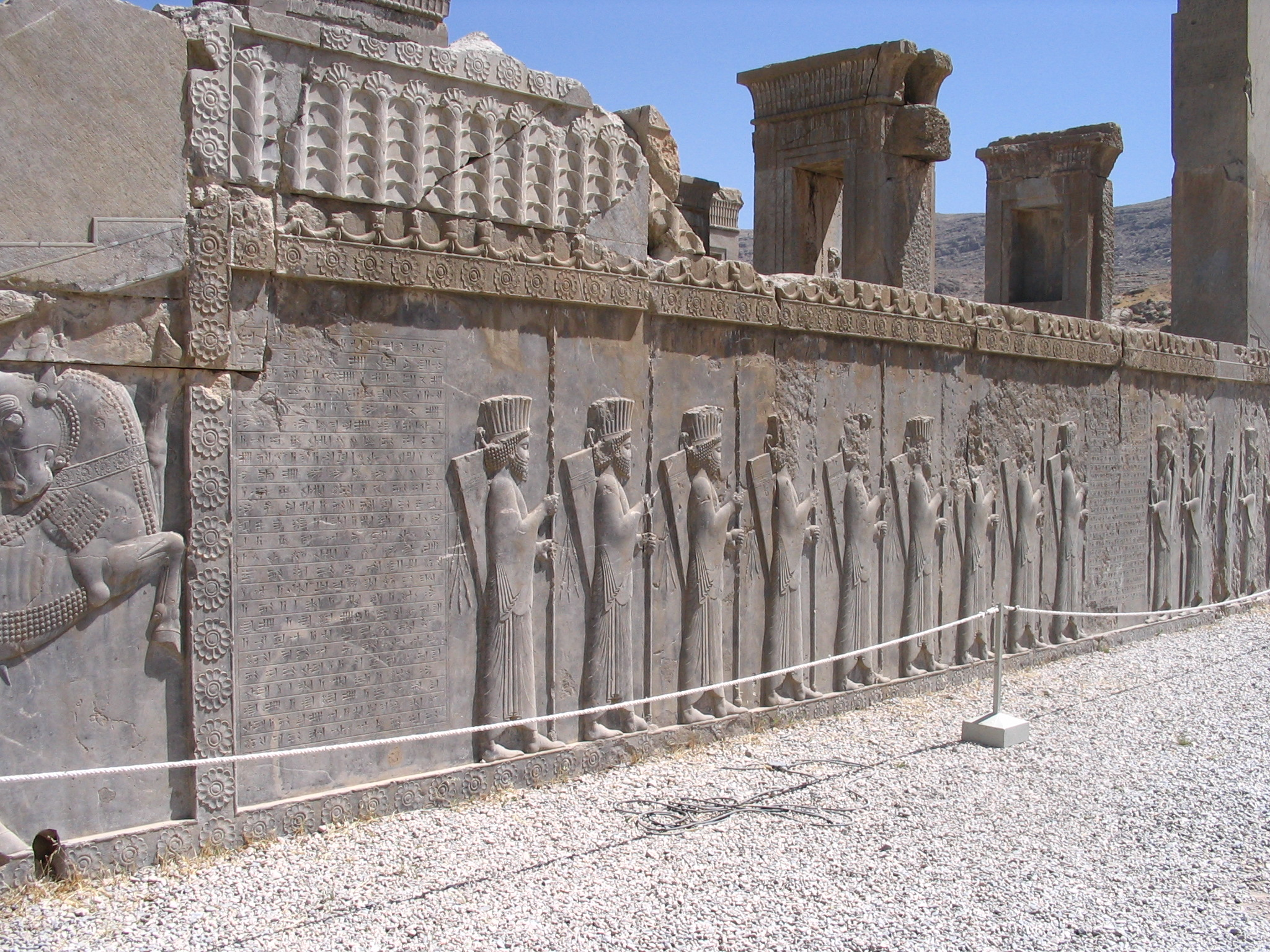
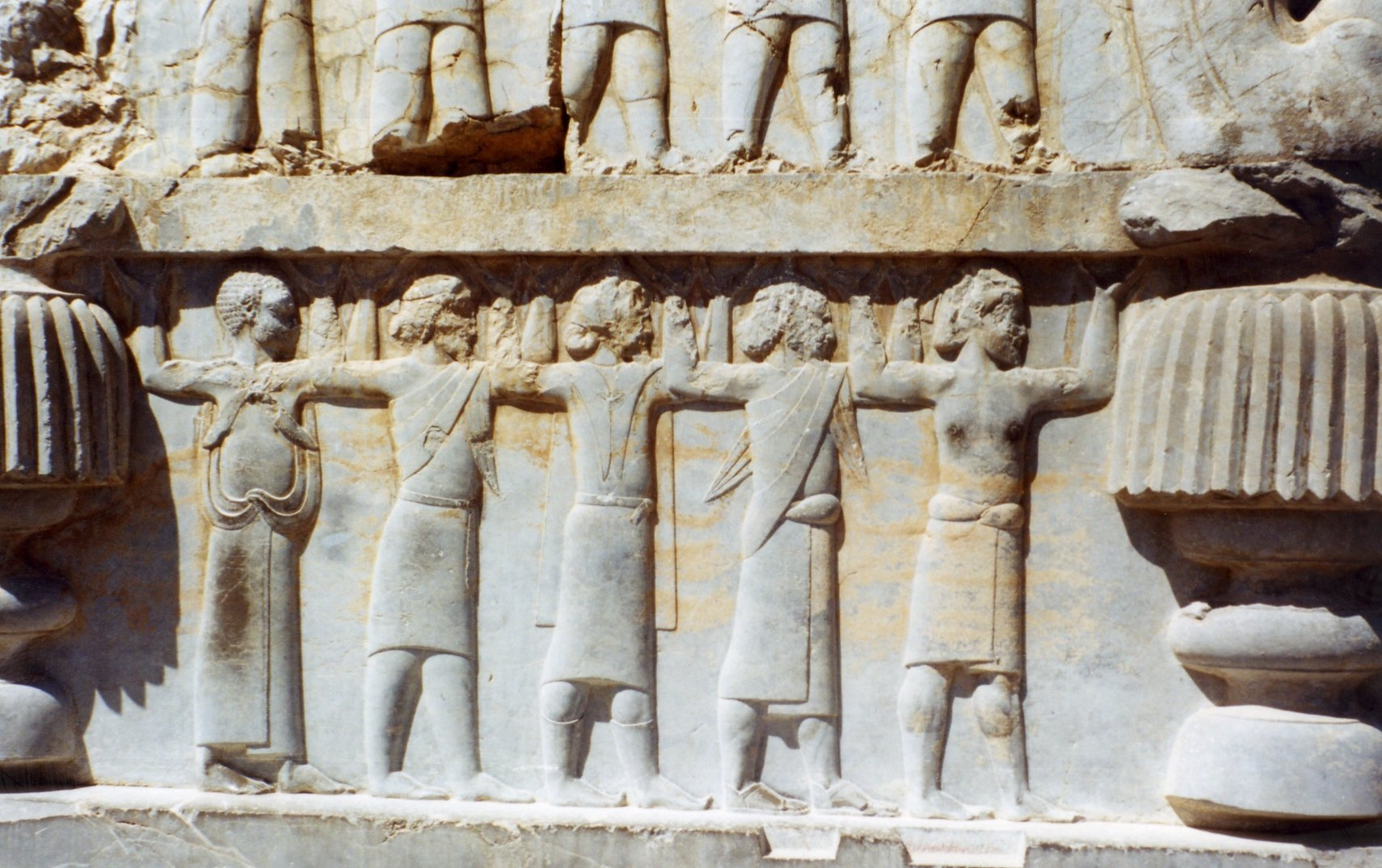

## 世界遺産

### 登録基準
この世界遺産は世界遺産登録基準のうち、以下の条件を満たし、登録された（以下の基準は世界遺産センター公表の登録基準からの翻訳、引用である）。
- (1) 人類の創造的才能を表現する傑作。
- (3) 現存するまたは消滅した文化的伝統または文明の、唯一のまたは少なくとも稀な証拠。
- (6) 顕著で普遍的な意義を有する出来事、現存する伝統、思想、信仰または芸術的、文学的作品と直接にまたは明白に関連するもの（この基準は他の基準と組み合わせて用いるのが望ましいと世界遺産委員会は考えている）。